# HD 20104
HD 20104，又名BD+65 338，SAO 12686、HR 967，是一颗恒星，视星等为6.36，位于銀經137.24，銀緯6.93，其B1900.0坐标为赤經3h 8m 45.7s，赤緯+65° 6.93′ 16″。